# Anguillita
Anguillita Island är en obebodd ö i Anguilla. Den ligger sydväst om huvudön Anguilla, 15 kilometer sydväst om huvudstaden The Valley.